# Capitan Eco
Capitan Eco è un personaggio dei fumetti creato dal disegnatore brasiliano Miguel Paiva e pubblicato in Italia dal Corriere dei Piccoli negli anni settanta. 
Per storie e disegni il fumetto è rivolto ad un pubblico infantile ed insegna ad amare la natura.

## Personaggio
Capitan Eco è un supereroe amante della natura che ingaggia battaglie ecologiche contro il Dottor Smog, uno scienziato che vuole inquinare la Terra.

## Storia editoriale
Sicuramente uno dei primi personaggi ad affrontare la causa ecologica in Brasile, Capitan Eco (Capitão Eco nella versione originale) è apparso nel 1973 nel Jornal do Brasil con cadenza settimanale.
È stato poi pubblicato in Italia sulle pagine del Corriere dei Piccoli e nel 1975, sempre in Brasile, sulla rivista Crès della casa editrice Abril.